# Nicomache personata
Nicomache personata är en ringmaskart som beskrevs av Herbert Parlin Johnson 1901. Nicomache personata ingår i släktet Nicomache och familjen Maldanidae. Arten är reproducerande i Sverige. Inga underarter finns listade i Catalogue of Life.